# Quick.Cms
Quick.Cms – darmowy skrypt systemu zarządzania treścią opartym o licencję Creative Commons Uznanie autorstwa 2.5. Napisany w popularnym języku PHP, dzięki czemu nie ma problemu z uruchomieniem go na większości serwerów internetowych. Baza danych Quick.Cms oparta jest na bazie SQLite.

## Cechy
Podstawowe cechy:
- PHP
- SQLite
- wersja responsywna (mobilna)
- zgodny z HTML5
- zgodny z CSS
- zgodny z WAI
- Quick.Box
- Quick.Slider
- Quick.Form
- TinyMCE
- JQuery

Narzędzie posiada podstawowe możliwości m.in. zarządzanie stronami i podstronami, zarządzanie zdjęciami i plikami, zarządzanie językami, konfiguracja z poziomu administracji.
Aplikacja posiada możliwość rozbudowania jej funkcjonalności poprzez instalację wtyczek. Pozwala to na rozszerzenie możliwości narzędzia o np. system bannerowy, slidery, redaktorzy, użytkownicy, statystyki, tagi, blog, kalendarz wydarzeń, galerie zdjęć, widżety, system newsów, integracja z facebook, system komentarzy podstron, wyszukiwarkę, newsletter i wiele innych.
Quick.Cms oparty jest na autorskim systemie szablonów, dzięki któremu w łatwy sposób można zmienić wygląd strony bez ingerencji w warstwę funkcjonalną skryptu. Zmiana grafiki na gotowy szablon sprowadza się do przegrania kilku plików.
Większość pytań i problemów związanych z aplikacją jest poruszanych na forum dyskusyjnym projektu.

## Kontrowersje
Zgodnie z opisem regulaminu na stronie głównej, tym którzy korzystają z oprogramowania i zmienią stopkę na swojej stronie grozi "kara umowna" 1999 zł.